# Grønnegade (København)
 For alternative betydninger, se Grønnegade. (Se også artikler, som begynder med Grønnegade)
Grønnegade er en gade mellem Gammel Mønt og Gothersgade i Indre By i København. Det er en del af området med Københavns mere eksklusive butikker, placeret nordvest for Kongens Nytorv.
Navnet Grønnegade kendes i formen Grønægade fra 1377, hvilket gør det til en af de ældste københavnske gadenavne, der stadig bruges.[kilde mangler] I middelalderen var det en bevokset sti gennem et område med private haver og ubebyggede grunde. Fra i hvert fald 1689 udgik en lukket gang, senere kendt som Smids Gang, fra den nordlige side af gaden. Fra den anden side forbandt den smalle Peder Madsens Gang Grønnegade med Østergade, indtil dens huse blev revet ned i 1873 for at give plads til den bredere Ny Østergade.
De ældste bygninger i Grønnegade er nr. 26, 27 og 39, der stammer fra før 1700, men som alle er ændret senere.

## Eksterne links
- Wikimedia Commons har flere filer relateret til Grønnegade (København)

55°40′52″N 12°34′58″Ø / 55.6811°N 12.5828°Ø